# 大和高田市立高田商業高等学校
大和高田市立高田商業高等学校（やまとたかだしりつ たかだ しょうぎょうこうとうがっこう、英: Yamatotakada Municipal Commercial High School）は、奈良県大和高田市材木町に所在する市立商業高等学校。略称は市商（いちしょう）または高商（たかしょう）、通称は後者である。

## 概要

### スクールミッション
社会の急激な変化に対応できる問題解決能力を身につけ、地域社会の発展に貢献できる次世代の商業人材の育成を目指す。
1. 「主体的に学び続ける力」「他者と協働する力」「社会と関わる力」を養う。
2. 将来のスペシャリストとして高度な専門的知識・技能を身につける。
3. 地域に開かれた学校づくりを推進し、職業人に求められる資質・能力を身につける[1]。

### 教育目標
- 明るく・正しく・たくましく生きぬく意欲と態度を養う。
- 個性を伸ばし、深い情操と高い教養をもつ豊かな人間性を培う。
- 自主的・自立的で責任を重んじ、人権を尊重する実践力を育てる。
- 望ましいビジネスマンとしての資質を高め、自己実現をめざす能力を育む。
- 科学的思考力と正しい判断力を養い、なかま意識を育て、よりよい社会を創造する力を育成する[2]。

### スクールポリシー

#### アドミッション・ポリシー
1. 基本的生活習慣や規範意識等を身につけた生徒
2. 明確な目的意識を持って、学校行事や部活動に積極的に取り組む生徒
3. 商業の学習に興味・関心が高く、検定取得にも意欲的に取り組む生徒
4. 好奇心・探究心やチャレンジ精神旺盛かつリーダーシップを発揮する生徒
5. 多様な社会の変化に対応し、主体的・協働的に取り組む生徒[1]

#### カリキュラム・ポリシー
1. 基礎学力の向上と専門性を追求した学力を高め、より高度な知識や技術の習得を目指す。
2. 主体的・対話的で深い学びを通じて、思考力・判断力・表現力を身につける。
3. 様々な活動を通して、将来の職業と進路目標を定め、多様な進路選択に対応する。
4. 地域を理解し、地域・企業・大学等との協働により、専門知識・技能を活用した実践力を身につける[1]。

#### グラデュエーション・ポリシー
1. 課題発見・解決のために主体的に考え、職業人に求められる社会性と倫理観を持つ。
2. ビジネスマナーやコミュニケーション能力を身につけ、他者と協働できる力を持つ。
3. 学業や部活動を通して、健やかな心身を育み、正しく強い意志を持つ。
4. 高い志を抱き、あきらめず自ら考え行動し、本気でチャレンジする力を持つ[1]。

#### 校訓
校訓は、「礼儀」「清純」「誠実」である。

## 沿革

### 略歴
1954年（昭和29年）に、同市本町3丁目にて、「大和高田市立商業高等学校」が開校し、1958年に現在の校名に改称し現在地に移転。

### 年表
- 1954年（昭和29年）4月 - 大和高田本町3丁目の仮校舎で開校。校名を大和高田市立商業高等学校とする。
- 1956年3月 - 大和高田市材木町8番3号を校地と定め、校舎建築第一期工事着工が竣工。（普通教室12と図書館）
- 1957年3月 - 第二期工事が竣工（管理室・特別教室等の本館）。第一回卒業式を挙行。
- 1958年年
  - 4月 - 校名を大和高田市立高田商業高等学校と改称。
  - 5月 - 屋内体育館兼講堂が竣工。
  - 10月 - 創立落成祝賀式を挙行。創立記念日とする（10月1日）
- 1960年年4月 - 新入生宿泊教育はじまる。
- 1962年年3月 - 産業教育調査に関して文部大臣より表彰を受ける。
- 1964年10月 - 創立10周年記念祝賀式を挙行。
- 1972年12月 - 格技場・部落研サークル室・部室等が竣工。
- 1973年10月 - 統計教育優秀賞として文部大臣賞統計協会長賞を受ける。
- 1974年年10月 - 創立20周年記念祝賀式を挙行。
- 1982年3月 - 校舎改築第一期工事が竣工（普通教室6・特別教室3）
- 1987年年3月 - 新校舎本館が完成。旧校舎より移転完了。
- 1988年6月 - セミナーハウス開館式を挙行。マーキュリーホールと命名。
- 1990年（平成2年）4月 - 正門移転が完成。
- 1998年10月 - 新体育館・格技室・部室が竣工。
- 1999年
  - 2月 - 新駐輪場・校門周辺整備が竣工。
  - 7月 - サブグランドが竣工。
- 2004年11月 - 創立50周年記念式典を挙行。
- 2007年11月 - 学校安全文部科学大臣表彰を受賞。
- 2015年2月 - テニスコート人工芝が竣工。

## 基礎データ

### 所在地
- 奈良県大和高田市材木町8-3

### 通学区域
- 奈良県内全域
- 設定無し[注釈 1]

### アクセス
- 近鉄大阪線「松塚駅」より西へ約900m（徒歩約12分）
- JR和歌山線・桜井線「高田駅」より東へ約1.6km（徒歩約22分）

### 象徴

#### 校章
校章の翼は飛躍を意味し、「ペンは剣よりも強し」（The pen is mightier than the sword.）ということわざから、文化を表したペンに高田市のマークをからませたもので、全体の形をギリシャ神話の商神ヘルメス（ローマ神話ではマーキュリー）が左手に持つ使節杖をかたどっている。

#### マーキュリー像
商業と学術の神であるマーキュリー（ギリシャ神話のヘルメスのローマ名）の像は校庭に設置されており、翼のある帽子をかぶり、翼のある靴をはき、手に小杖を持っている。

#### 校歌
歌詞は2番まであり、校名は2度登場する。

## 設置する課程、学科及び定員
- 全日制課程
  - 商業科 - 600名（募集人員200名：特色選抜）
    - ソフトテニス部 - 45名上限（募集人員15名上限、特色選抜；全国募集）[4]。

### 生徒募集

#### 入学者全国募集
以下の枠組みで特色選抜で全国募集を実施する。
- 奈良県外に居住している者で、ソフトテニス部に所属し、選手として3年間継続して活動する意欲がある者[4]

## 部活動
ソフトテニス(軟式テニス)が男女とも全国屈指の強豪である。特に男子は、1970年（昭和45年）のインターハイ男子団体初優勝以来、1986年（昭和61年）には、インターハイ男子団体3連覇を達成するなど、好成績を収め続け、2001年（平成13年）のインターハイにて、12回目の男子団体優勝を飾った。卒業生からも日本代表を輩出。また、日本一を決める大会である天皇杯・皇后杯全日本ソフトテニス選手権のタイトル保持者も数多い。
野球部も、1962年春（第34回）への初出場以来、夏の甲子園は1963年夏（第45回）に1度出場している。センバツは1994年春（第66回）以来出場はなかったが、2017年春（第89回）に23年ぶり3回目の出場を決めた。近年では、56年ぶり夏の甲子園進出を目指した2019年夏（第101回）と、その年の選抜でベスト4に進出した天理を準決勝で逆転サヨナラ勝ちした2021年夏（第103回）に奈良大会決勝まで進出するも、いずれも智弁学園に敗れ準優勝に終わっている。著名な出身者に元横浜DeNAベイスターズの三浦大輔がいる。
弓道部も、2012年（平成24年）のインターハイで男子団体が優勝した。
その他の部活動も、例年多くのクラブが全国大会・近畿大会などへ出場しており、非常に活発である。

## 高校関係者と組織

### 高校関係者組織
- 大和高田市立高田商業高等学校学校運営協議会 - 保護者、地域住民、校長、関係行政機関の職員の中から委嘱された委員による機関。学校運営及び当該運営への必要な支援に関して協議する。
- 大和高田市立高田商業高等学校同窓会 - 卒業生による同窓会組織。
- 大和高田市立高田商業高等学校PTA - 生徒保護者と教員による父母と教師の会（PTA）組織で、会員は入会金及び年会費を納入する。
- 奈良県高等学校PTA協議会 - 奈良県立教育研究所内に事務局を置くPTA協議会。高田商業高等学校PTAの会員をもって会員とし、会員は単位PTA分担金として会費を納入する。

### 高校関係者一覧

#### 著名な出身者
- 吉田誠克（大和高田市長）
- 西口裕治（元プロ野球選手）
- 三浦大輔（元プロ野球選手・現横浜DeNAベイスターズ監督）
- 三浦剛（俳優）
- 岩井万実（タレント）
- 増田裕司（プロ棋士）
- 阪井まどか（モデル）
- 高岡裕貴（俳優）
- 武井玲奈（モデル、タレント）
- 津田淳哉（プロ野球選手、阪神タイガース）